# Siepietnica
Siepietnica – wieś w Polsce położona w województwie podkarpackim, w powiecie jasielskim, w gminie Skołyszyn.
W roku 2021 w Siepietnicy mieszkało 454 mieszkańców, z czego 51,8% stanowiły kobiety, a 48,2% mężczyźni
| SIMC    | Nazwa    | Rodzaj    |
| ------- | -------- | --------- |
| 0360307 | Góry     | część wsi |
| 0360313 | Podlesie | część wsi |

## Położenie
Siepietnica leży w Obniżeniu Gorlickim (513,66) na Pogórzu Karpackim. Stanowi zachodnią część gminy Skołyszyn i znajduje się przy ujściu rzeki Olszynki do Ropy.
Przez wieś przechodzi droga krajowa nr 28 i linia kolejowa nr 108 z przystankiem Siepietnica.
W latach 1975–1998 miejscowość administracyjnie należała do województwa krośnieńskiego.
Powierzchnia wsi wynosi 273,9 ha.

## Historia
Dokumenty Idziego z Tuskulum, legata papieża Kaliksta II, wystawiane w Krakowie od maja 1123 do stycznia 1125 r. za zgodą Bolesława Krzywoustego i syna Bolesława oraz bp. krakowskiego Radosta stwierdzają, że do klasztoru w Tyńcu należy miejscowość Siepietnica. Jest to najstarsza wzmianka o istnieniu miejscowości. W XIII w. następuje korzystniejsza dla rozwoju osady lokacja na prawie magdeburskim. Dokumenty wymieniają Siepietnicę w 1229 r. W dokumencie Leszka Czarnego, w którym książę zezwala do osadzenia miejscowości na tym prawie, figuruje 30 wsi, w tym Siepietnica. Ze sporu w 1319 r. między opactwem tynieckim a Jakubem, podkomorzym sandomierskim o gród Golesz wynika, że Siepietnica podlegała wówczas pod zamek goleski.

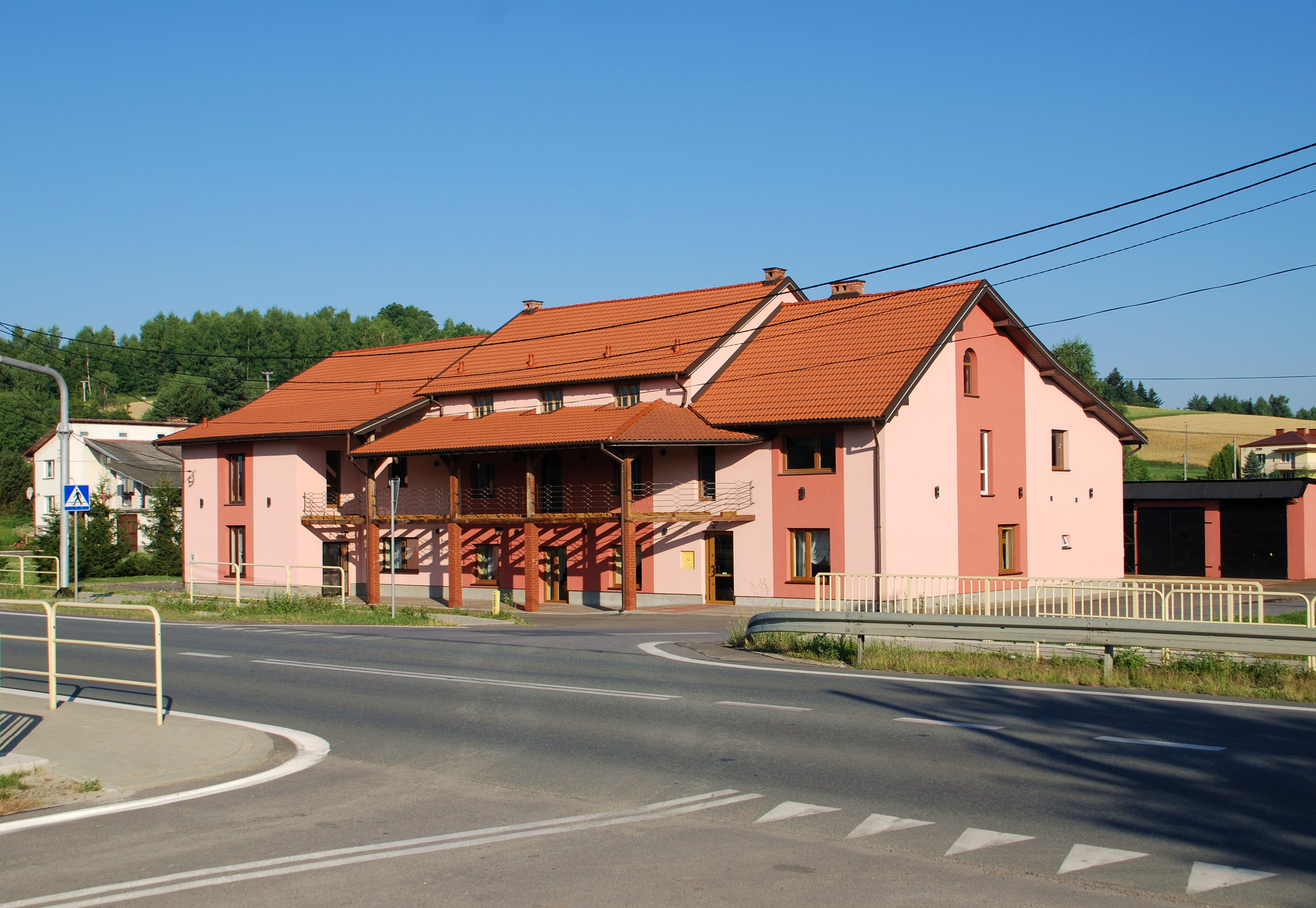
Restauracja Stary Młyn
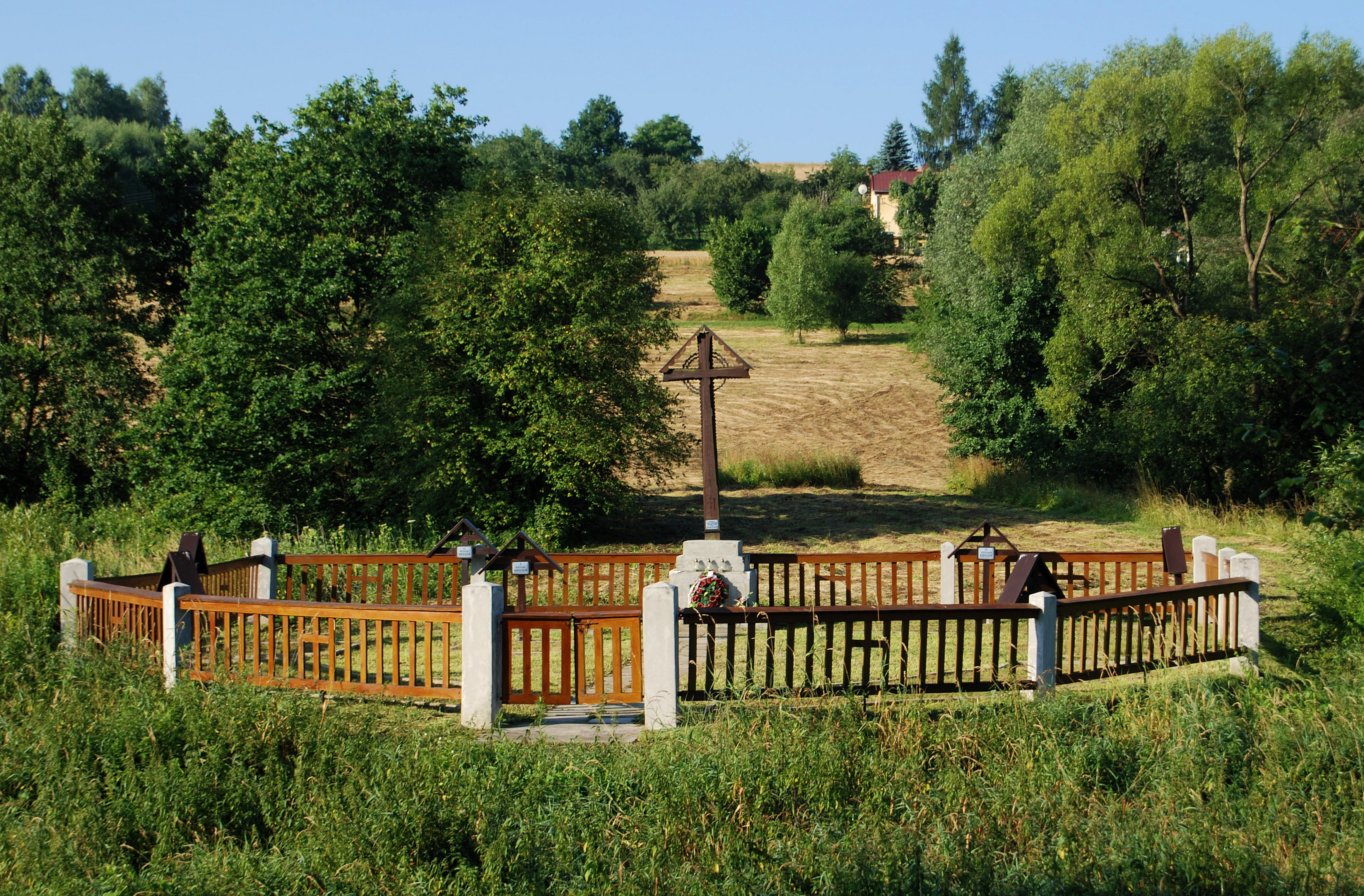
Cmentarz I wojny światowej nr 29
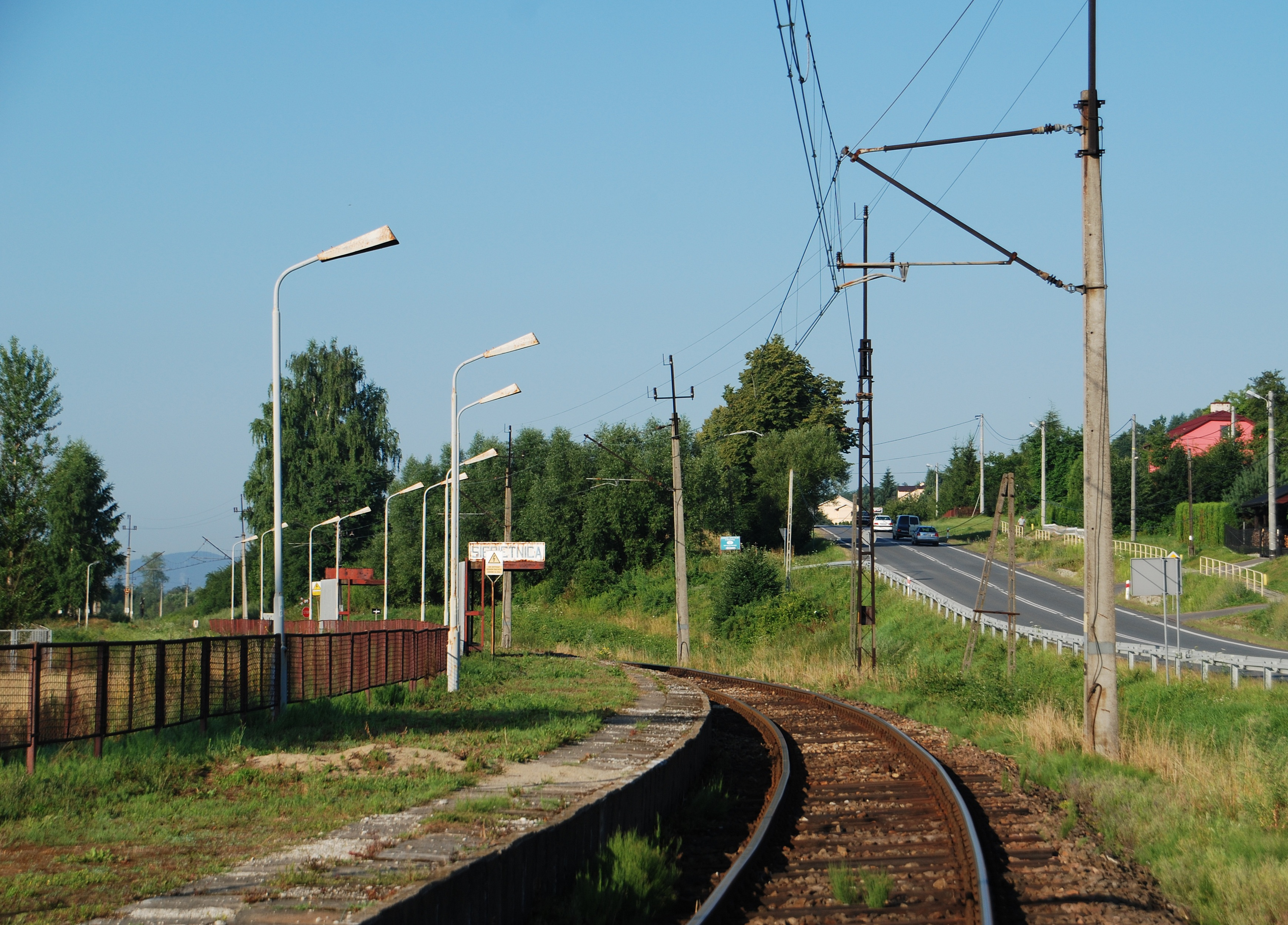
Stacja kolejowa

## Bitwa pod Siepietnicą
Bitwę pod Siepietnicą stoczyli 5 kwietnia 1770 konfederaci barscy, w czasie wycofywania spod Jedlicza i Nowego Żmigrodu. Zorientowawszy się o znacznej liczebnej przewadze (2 tys. żołnierzy) wojska rosyjskiego, wycofali się w kierunku Biecza. Wojsko rosyjskie w pogoni za konfederatami złupiło Biecz, zwłaszcza kościół i klasztor franciszkański, mordując także kilku zakonników. W Siepietnicy kilkudziesięciu konfederatów poniosło śmierć i zostali tu pochowani, prawdopodobnie na cmentarzu cholerycznym lub w miejscu, gdzie znajduje się kapliczka konfederacka.
We wsi znajduje się cmentarz z I wojny światowej.

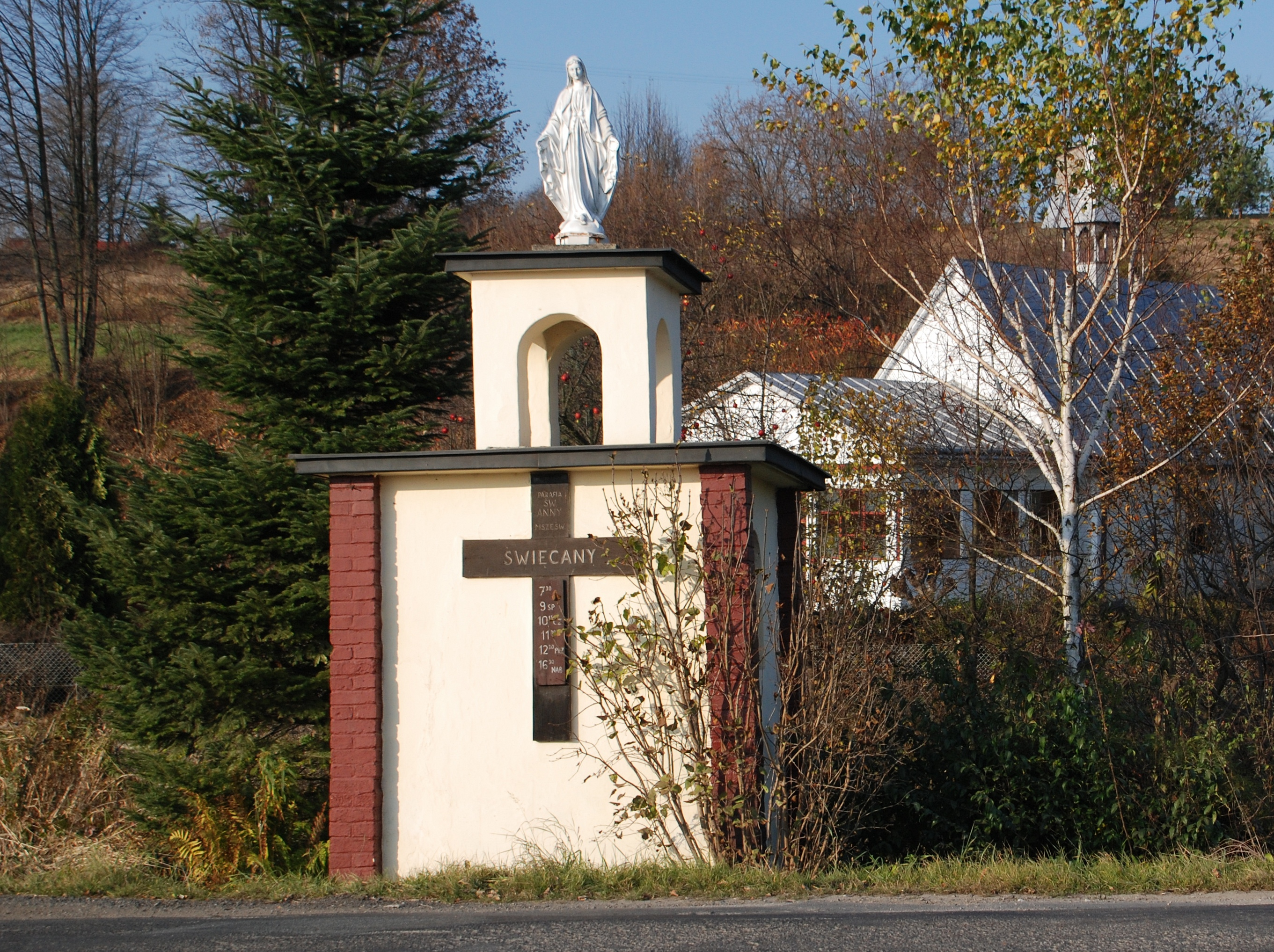
Kapliczka
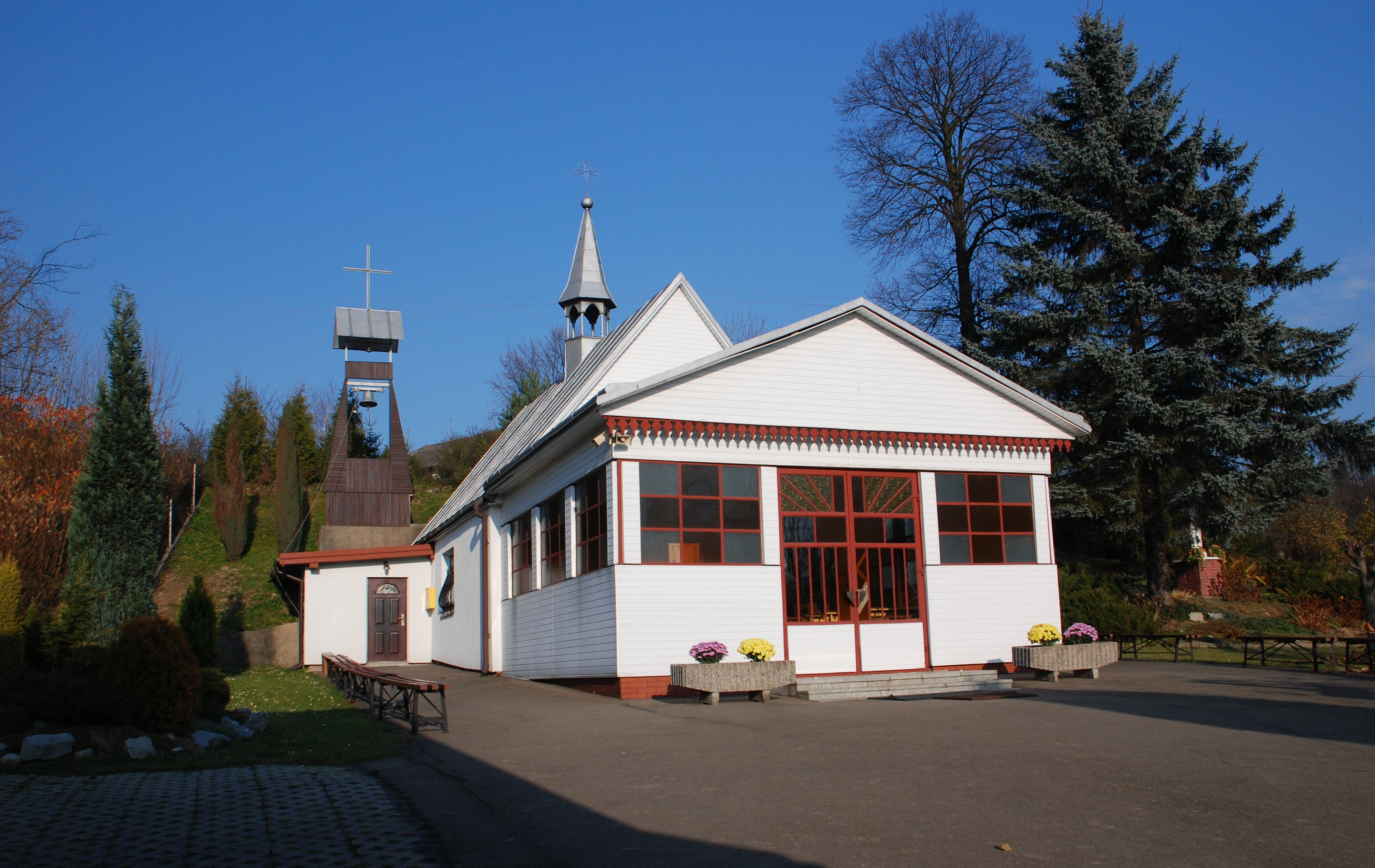
Kościół filialny MB Częstochowskiej (2011)
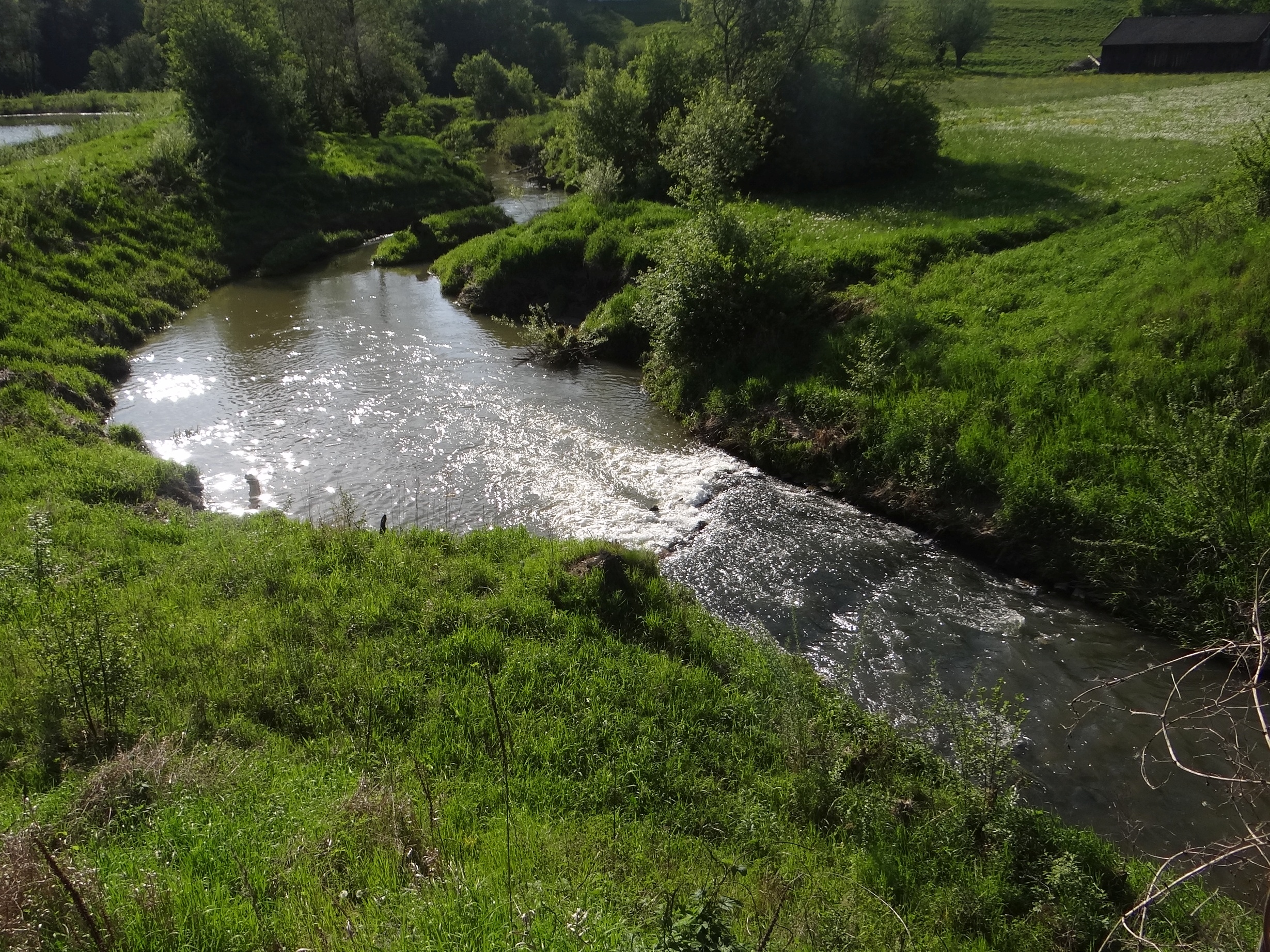
Olszynka